# Campionati africani di atletica leggera 2018 - 400 metri piani femminili
La specialità dei 400 metri piani femminili ai campionati africani di atletica leggera di Asaba 2018 si è svolta il 2 e 3 agosto allo Stadio Stephen Keshi. 
La gara è stata vinta dalla sudafricana Caster Semenya con il tempo di 49"96, nuovo record dei nazionale.

## Risultati

### Batterie
Qualificazione: le prime 3 di ogni batteria (Q) ed i 4 tempi più veloci degli esclusi (q) si qualificano in semifinale.
| Class | Gruppo | Atleta                   | Nazione        | Tempo | Note |
| ----- | ------ | ------------------------ | -------------- | ----- | ---- |
| 1     | 4      | Yinka Ajayi              | Nigeria        | 52.38 | Q    |
| 2     | 1      | Caster Semenya           | Sudafrica      | 52.98 | Q    |
| 3     | 1      | Christine Botlogetswe    | Botswana       | 53.19 | Q    |
| 4     | 2      | Patience Okon George     | Nigeria        | 53.39 | Q    |
| 5     | 4      | Veronica Mutua           | Kenya          | 53.55 | Q    |
| 6     | 1      | Leni Shida               | Uganda         | 53.60 | Q    |
| 7     | 2      | Margaret Barrie          | Sierra Leone   | 53.61 | Q    |
| 8     | 1      | Maximila Imali           | Kenya          | 53.62 | q    |
| 9     | 4      | Frehiywot Wondie         | Etiopia        | 53.88 | Q    |
| 10    | 3      | Quincy Malekani          | Zambia         | 54.06 | Q    |
| 11    | 3      | Soulatiou Saka           | Benin          | 54.25 | Q    |
| 12    | 3      | Justine Palframan        | Sudafrica      | 54.30 | Q    |
| 13    | 4      | Fatou Gaye               | Senegal        | 54.40 | q    |
| 14    | 2      | Kadija Ouardi            | Marocco        | 54.48 | Q    |
| 15    | 4      | Marcelle Bouele Bondo    | Rep. del Congo | 54.56 | q    |
| 16    | 3      | Nafy Mane                | Senegal        | 54.62 | q    |
| 17    | 2      | Nevian Mongina           | Kenya          | 54.65 |      |
| 18    | 4      | Galefele Moroko          | Botswana       | 54.90 |      |
| 19    | 4      | Linda Angounou           | Camerun        | 55.00 |      |
| 20    | 1      | Worknesh Mesele          | Etiopia        | 55.12 |      |
| 21    | 2      | Tjipekapora Herunga      | Namibia        | 55.90 |      |
| 22    | 4      | Abygirl Sepiso           | Zambia         | 56.10 |      |
| 23    | 2      | Goitseone Seleka         | Botswana       | 56.17 |      |
| 24    | 1      | Mariama Mamoudou Ittatou | Niger          | 56.52 |      |
| 25    | 3      | Faith Dube               | Zimbabwe       | 56.54 |      |
| 26    | 3      | Firezewid Tesfaye        | Etiopia        | 57.06 |      |
| 27    | 2      | Adele Mafogan            | Camerun        | 57.57 |      |
| N.D.  | 1      | Emerald Egwim            | Nigeria        | dns   |      |

### Semifinale
Qualificazione: le prime 3 di ogni batteria (Q) ed i 3 tempi più veloci degli esclusi (q) si qualificano in finale.
| Class | Gruppo | Atleta                | Nazione        | Tempo | Note |
| ----- | ------ | --------------------- | -------------- | ----- | ---- |
| 1     | 1      | Yinka Ajayi           | Nigeria        | 51.43 | Q    |
| 2     | 2      | Caster Semenya        | Sudafrica      | 51.87 | Q    |
| 3     | 1      | Christine Botlogetswe | Botswana       | 52.24 | Q    |
| 4     | 1      | Leni Shida            | Uganda         | 52.42 | Q    |
| 5     | 2      | Patience Okon George  | Nigeria        | 52.81 | Q    |
| 6     | 1      | Quincy Malekani       | Zambia         | 52.96 | q    |
| 7     | 2      | Margaret Barrie       | Sierra Leone   | 53.14 | Q    |
| 8     | 2      | Veronica Mutua        | Kenya          | 53.87 | q    |
| 9     | 1      | Soulatiou Saka        | Benin          | 54.06 |      |
| 10    | 1      | Fatou Gaye            | Senegal        | 54.22 |      |
| 11    | 2      | Frehiywot Wondie      | Etiopia        | 54.39 |      |
| 12    | 2      | Marcelle Bouele Bondo | Rep. del Congo | 54.77 |      |
| 13    | 2      | Kadija Ouardi         | Marocco        | 54.91 |      |
| 14    | 2      | Nafy Mane             | Senegal        | 55.46 |      |
| 15    | 1      | Justine Palframan     | Sudafrica      | 57.11 |      |
| N.D.  | 1      | Maximila Imali        | Kenya          | dnf   |      |

### Finale
| Class   | Corsia | Atleta                | Nazione      | Tempo | Note             |
| ------- | ------ | --------------------- | ------------ | ----- | ---------------- |
| Oro     | 4      | Caster Semenya        | Sudafrica    | 49.96 | Record nazionale |
| Argento | 3      | Christine Botlogetswe | Botswana     | 51.19 |                  |
| Argento | 6      | Yinka Ajayi           | Nigeria      | 51.34 |                  |
| 4       | 7      | Margaret Barrie       | Sierra Leone | 52.06 |                  |
| 5       | 5      | Patience Okon George  | Nigeria      | 52.34 |                  |
| 6       | 8      | Leni Shida            | Uganda       | 52.78 |                  |
| 7       | 1      | Veronica Mutua        | Kenya        | 53.27 |                  |
| 8       | 2      | Quincy Malekani       | Zambia       | 54.10 |                  |